# Флаг Федерации Родезии и Ньясаленда
Флаг Федерации Родезии и Ньясаленда был разработан на основе синего кормового флага Великобритании.
В вольной части флага изображался герб Федерации. В верхней части герба — восходящее солнце, взятое с герба Ньясаленда (ныне Малави), в средней части — лев, взятый с герба Южной Родезии (ныне Зимбабве), в нижней части — чёрно-белые волнистые линии, взятые с герба Северной Родезии (ныне Замбия). Таким образом флаг символизировал объединение трёх британский колоний в Федерацию, которая просуществовала с 1953 по 1963 год.